# Iwolginski Dazan

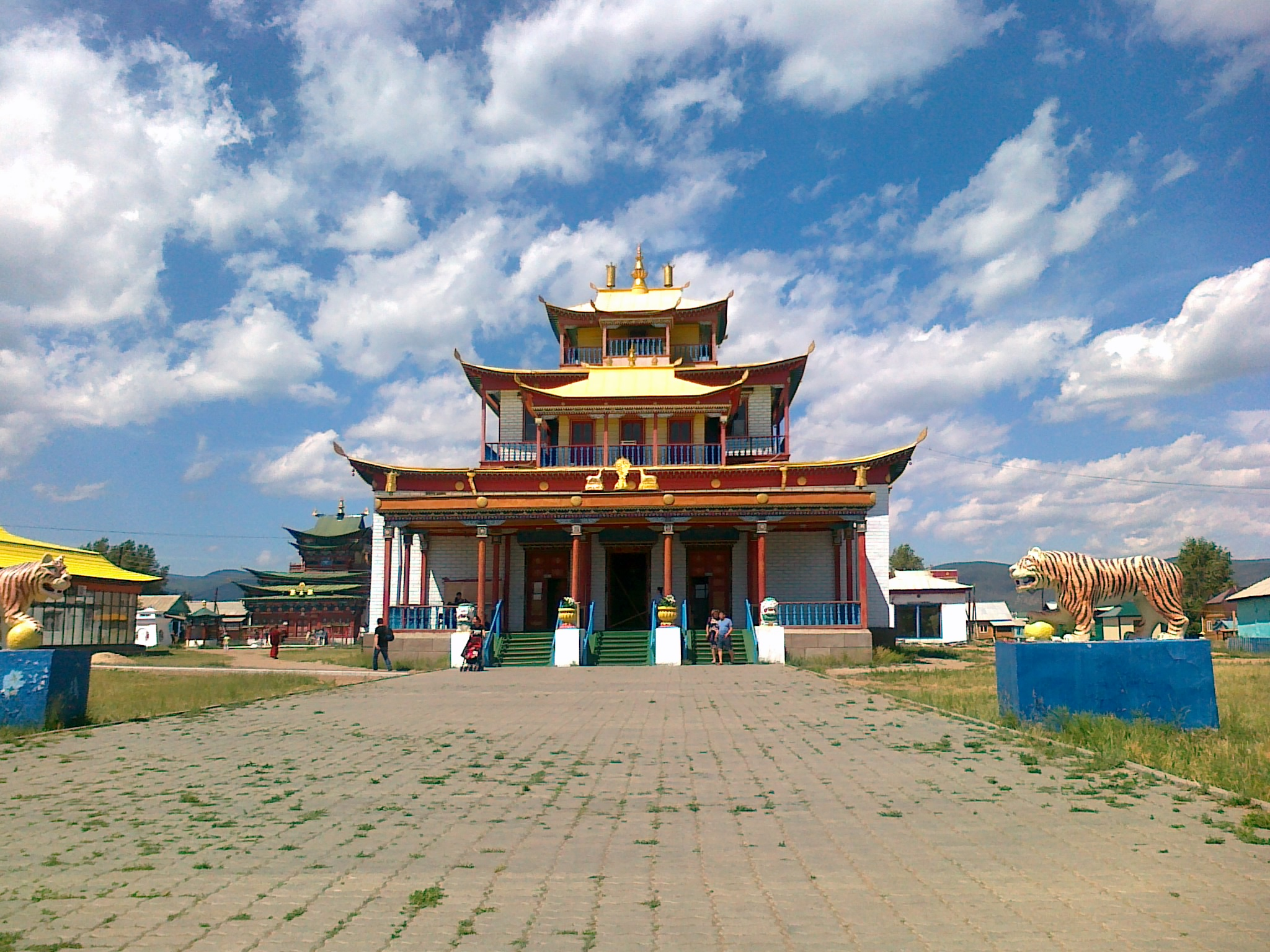
Zogtschen-Dugan, der Haupttempel des Iwolginski Dazan

Iwolginski Dazan (russisch Иволгинский Дацан, burjatisch Түгэс Баясгалантай Үлзы Номой Хүрдын Хиид, „Kloster Glück und die Fülle der Freude bringendes Rad des Lernens“) ist ein buddhistisches Kloster der Gelug-Tradition des tibetischen Vajrayana-Buddhismus in Burjatien, Russland. Der Dazan befindet sich knapp 30 Kilometer von der burjatischen Hauptstadt Ulan-Ude entfernt in der Nähe des Dorfes Werchnjaja Iwolga (Верхняя Иволга), einem Gemeindeteil von Iwolginsk. Es ist das Zentrum der Buddhistischen Traditionellen Sangha Russlands (siehe Sangha) und Sitz des XXIV. Pandito Hambo-Lama Damba Ajuschejew.
Nach den Zerstörungen in stalinistischer Zeit wurde es wieder aufgebaut. Das Kloster ist eine der größten und wichtigsten buddhistischen Tempelanlagen Russlands. Als Dazan ist es auch eine Universität. In den vier Fakultäten werden Philosophie, Theologie, buddhistische Medizin und Malerei unterrichtet. 2002 wurde die Leiche des Hambo-Lama Daschi-Dorscho Itigelow (1852–1927) hierhin überführt, die wegen ihres praktisch unverwesten Zustandes als ein geheiligtes Objekt angesehen wird. Sie wurde in einen eigens gebauten Tempel verbracht, der 2008 als Teil des Dazans eröffnet wurde.
Die Burjaten, sprachlich und kulturell eine Untergruppe der Mongolen, bekennen sich traditionell zum Vajrayana-Buddhismus.

## Galerie

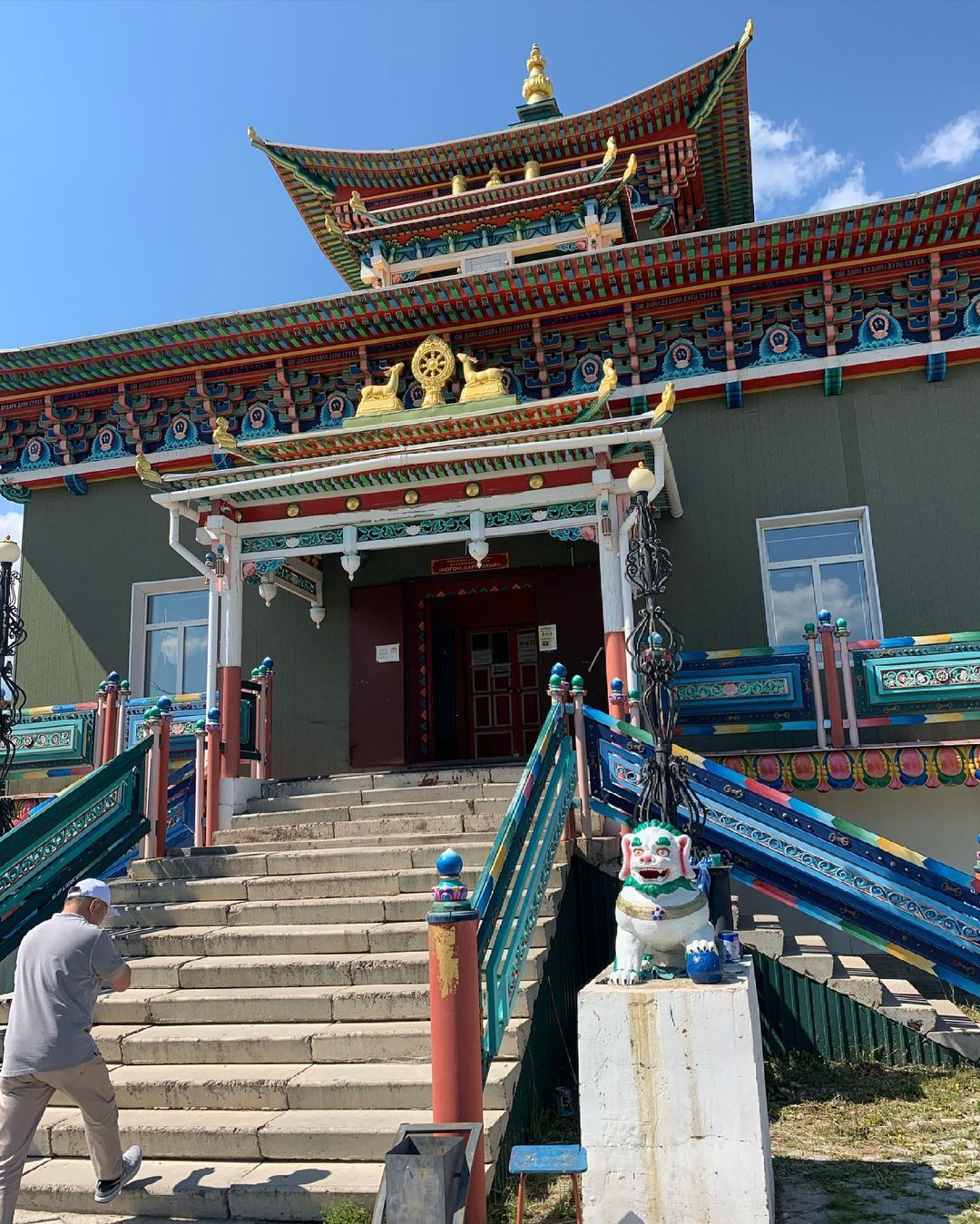
Einer der Dugans des Ivolginsky Datsan. Juli 2021
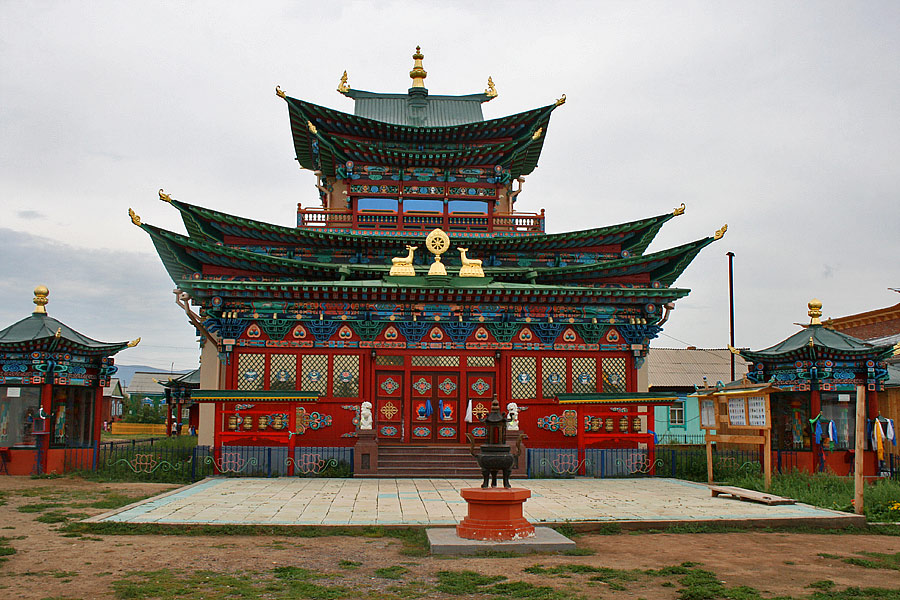
Palast des Pandito Hambo-Lama Itigelow
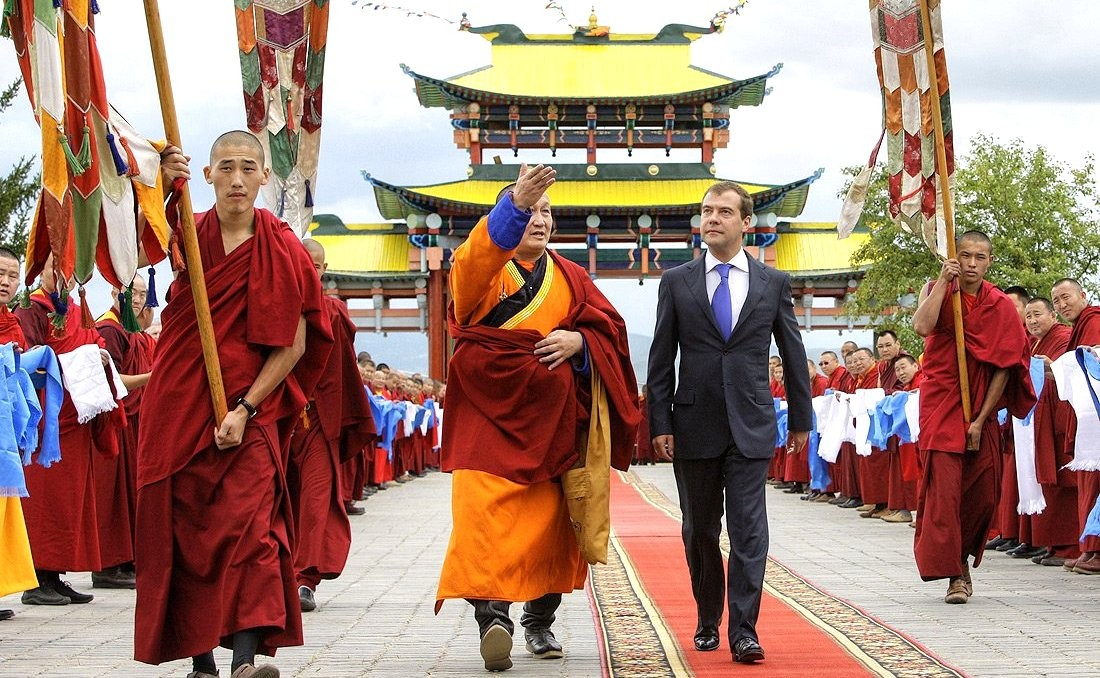
Dmitri Medwedew im Iwolginski Dazan (August 2009)
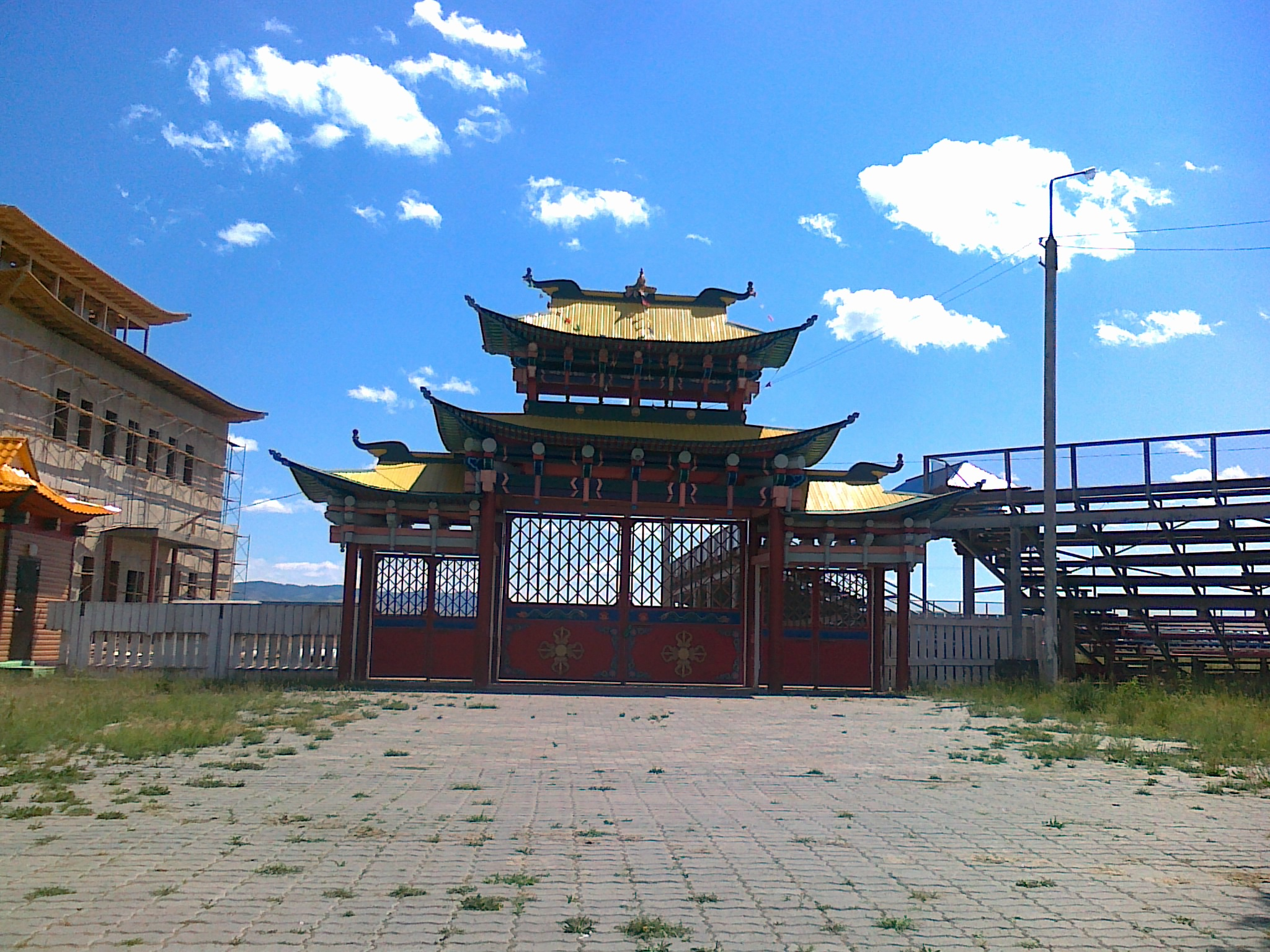
Haupttor des Dazan
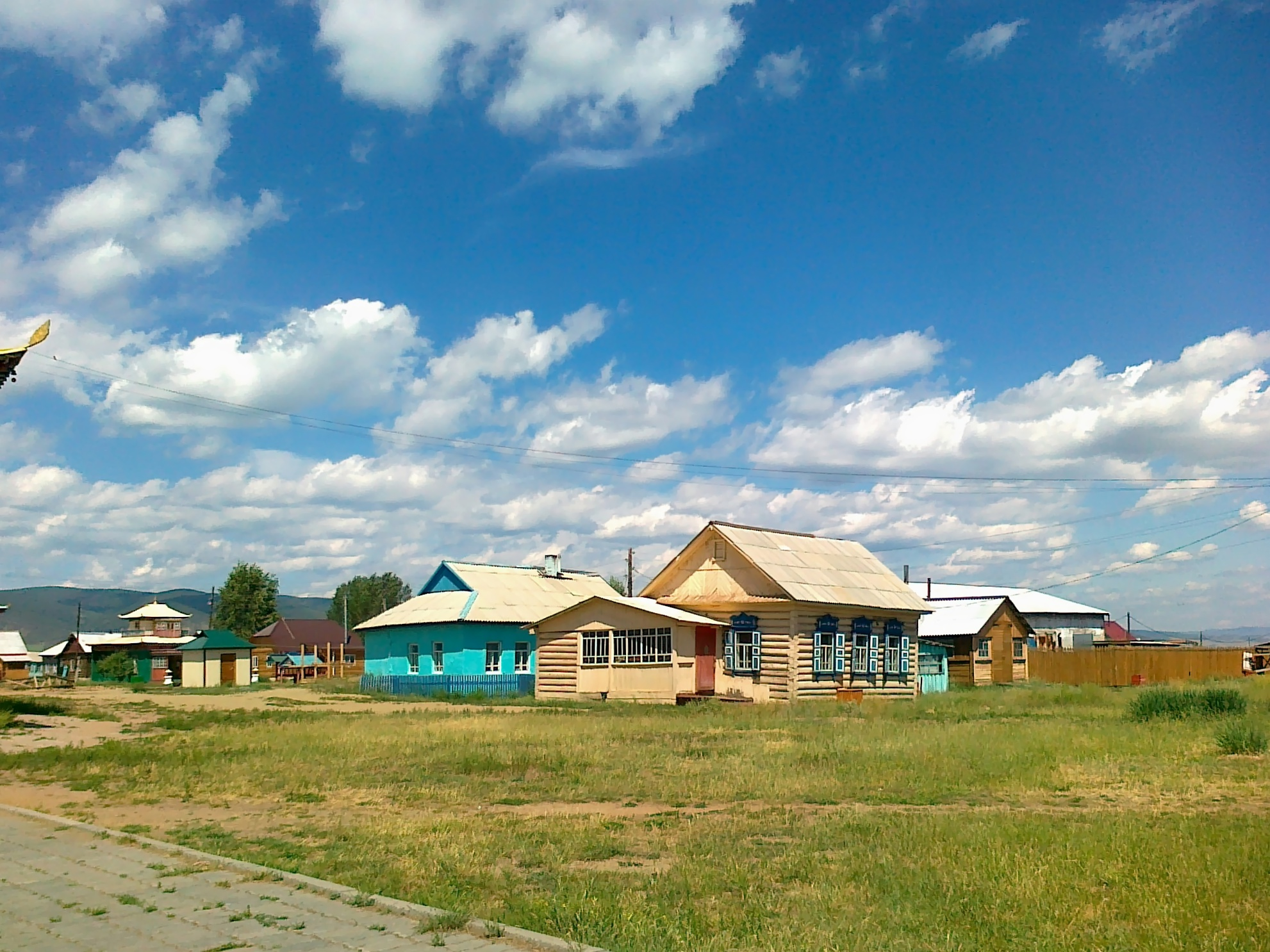
Wohnhäuser von Priesterinnen des Dazan